# 7481 San Marcello
7481 San Marcello eller 1994 PA1 är en asteroid i huvudbältet som upptäcktes den 11 augusti 1994 av de båda italienska astronomerna Andrea Boattini och Maura Tombelli vid Pistoia-observatoriet. Den är uppkallad efter den italienska byn San Marcello Pistoiese.
Asteroiden har en diameter på ungefär 11 kilometer.